# Freeze the Fear with Wim Hof
Freeze the Fear with Wim Hof is een Britse reality-tv-wedstrijdserie gepresenteerd door Holly Willoughby en Lee Mack. De serie werd vanaf 12 april 2022 uitgezonden op BBC One.
De serie volgt acht beroemdheden die door de Nederlandse extreme atleet en motivatie spreker Wim Hof worden getraind om een reeks uitdagingen te voltooien bij temperaturen onder het vriespunt, die de deelnemers zowel fysiek als mentaal op de proef stellen.